# 陈俊 (永乐进士)
陈俊，浙江等處承宣布政使司金華府東陽縣（今浙江省東陽市）人，明朝政治人物、进士。
永樂十三年（1415年），举进士。宣德年间，授监察御史。宣德八年（1433年），任應天府丞。正统三年（1438年），任应天府府尹。